# Zhemgang (district)
Le district de Zhemgang (en dzongkha གཞམས་སྒང་རྫོང་ཁག་ ; translittération Wylie : Gzhams-sgang rdzong-khag ; auparavant « Shemgang ») est l'un des 20 districts (dzongkhag) composant le Bhoutan. Il est bordé par les districts de Sarpang, Trongsa, Bumthang, Mongar et Samdrup Jongkhar ainsi que par l'Assam, en Inde, au sud. Le centre administratif du district est Zhemgang.

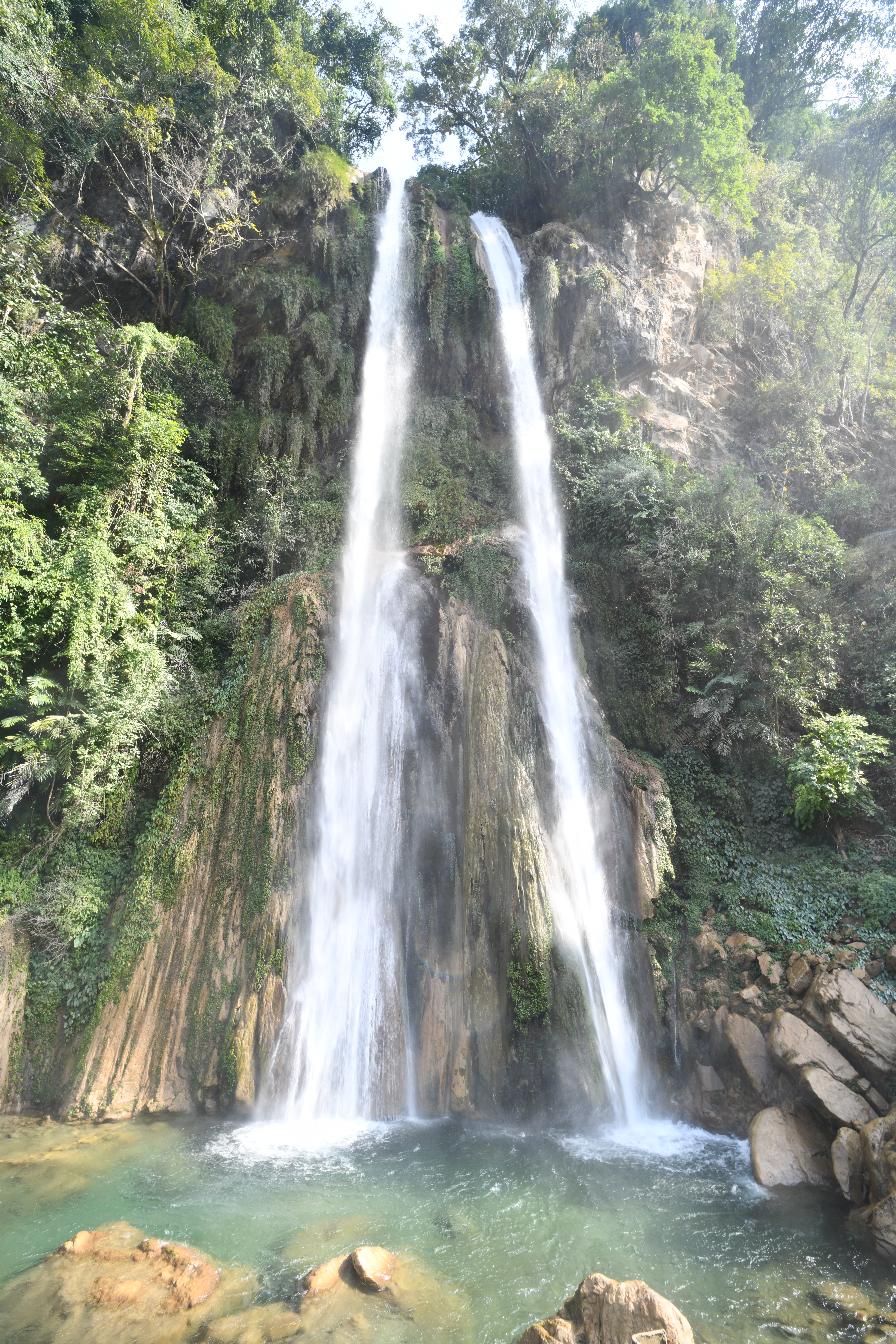
Les cascades jumelles

## Représentation à l'Assemblée nationale
Le district comporte deux circonscriptions législatives. Les députés actuels sont Lekey Dorji et Lungten Dorji, tous deux issus du PDP.
| Code   | Nom         | Electeurs enregistrés |
| ------ | ----------- | --------------------- |
| NA2001 | Bardo Trong | 10 157                |
| NA2002 | Panbang     | 9 635                 |

| Élection  | Circonscription | Circonscription | Circonscription | Circonscription | Circonscription | Circonscription |
| Élection  | NA2001          | NA2001          | NA2001          | NA2002          | NA2002          | NA2002          |
| Élection  | Parti           | Parti           | Député          | Parti           | Parti           | Député          |
| --------- | --------------- | --------------- | --------------- | --------------- | --------------- | --------------- |
| 2008      |                 | DPT             | Tshering Dorji  |                 | DPT             | Dorji Wangdi    |
| 2013      |                 | PDP             | Lekey Dorji     |                 | DPT             | Dorji Wangdi    |
| 2018      |                 | DPT             | Gyambo Tshering |                 | DPT             | Dorji Wangdi    |
| 2023-2024 |                 | PDP             | Lekey Dorji     |                 | PDP             | Kuenga          |